# Kiribati-Dollar
Der Kiribati-Dollar ist die Währung von Kiribati. Die ersten Münzen wurden 1979 geprägt und verausgabt.

## Umlaufmünzen
Es gibt Umlaufmünzen zu 1 ¢, 2 ¢, 5 ¢, 10 ¢, 20 ¢, 50 ¢, 1 $ und seit 1989 auch zu 2 $; weiters wurden verschiedene Gedenkmünzen zu 2 $, 5 $, 10 $, 20 $, 50 $ und 150 $ geprägt. Die 50-$-Münze sowie vier 5-$-Münzen sind Teil eines Sets, bei dem sich die Münzen Kiribatis mit je einer ähnlichen Münze aus Samoa zu einer kreisrunden Münze zusammenfügen lassen.
Der Kiribati-Dollar hat keine eigenen Banknoten, im Umlauf sind australische Dollarnoten, da der Australische Dollar ebenfalls gültiges Zahlungsmittel in Kiribati ist.
| Wert | Durchmesser | Material     | Umlaufmünzen 1979–1989 | Umlaufmünzen 1979–1989                       |
| Wert | Durchmesser | Material     | Avers                  | Revers                                       |
| ---- | ----------- | ------------ | ---------------------- | -------------------------------------------- |
| 1 ¢  | 18 mm       | Bronze       | Staatswappen           | Fregattvögel                                 |
| 2 ¢  | 21 mm       | Bronze       | Staatswappen           | Babai (Sumpftaro)                            |
| 5 ¢  | 19 mm       | Kupfernickel | Staatswappen           | Gekko                                        |
| 10 ¢ | 24 mm       | Kupfernickel | Staatswappen           | Brotfruchtbaum                               |
| 20 ¢ | 29 mm       | Kupfernickel | Staatswappen           | Delfine                                      |
| 50 ¢ | 32 mm       | Kupfernickel | Staatswappen           | Pandanus tectorius                           |
| 1 $  | 30 mm       | Kupfernickel | Staatswappen           | Auslegerkanu                                 |
| 2 $  | 29 mm       | Messing      | Staatswappen           | Maneaba, „Tenth Anniversary of Independence“ |